# Mikkel Jensen (fodboldspiller, født 1995)
 Der er flere personer med dette navn, se Mikkel Jensen.
Mikkel Jensen (født 21. januar 1995 i Danmark) er en dansk fodboldspiller, der spiller for Holbæk B&I.

## Karriere

### FC Nordsjælland
Da Brøndby IF ikke kunne blive enige med Jensen om en kontraktforlængelse, solgte de ham den 1. februar 2013 til FCN.
Inden skiftet til FCN, havde Jensen bl.a. været til prøvetræning i Bayern München som 16-årig.
Jensen startede med at spille for klubbens U19 trup. I sommeren 2014 blev han rykket op på superligatruppen. Inden han blev rykket op på superligatruppen, havde han allerede spillet tre ligakampe for seniortruppen.

### FC Roskilde
Den 2. september 2014 blev Jensen udlånt til FC Roskilde.

### Næstved Boldklub
Den 8. juli 2015 skrev Jensen under på en toårig kontrakt med den nyopykkede 1. divisionsklub Næstved Boldklub. Jensen fik trøje nummer 12.
Jensen scorede sit første mål for klubben den 2. august 2015 i et 1-2-nederlag til FC Helsingør. Han scorede kort før pausen til 1-1.

### Holbæk B&I
Den 16. juli 2017 skrev Jensen under på en kontrakt med sin moderklub Holbæk B&I i Danmarksserien.